# 42 (닥터 후)

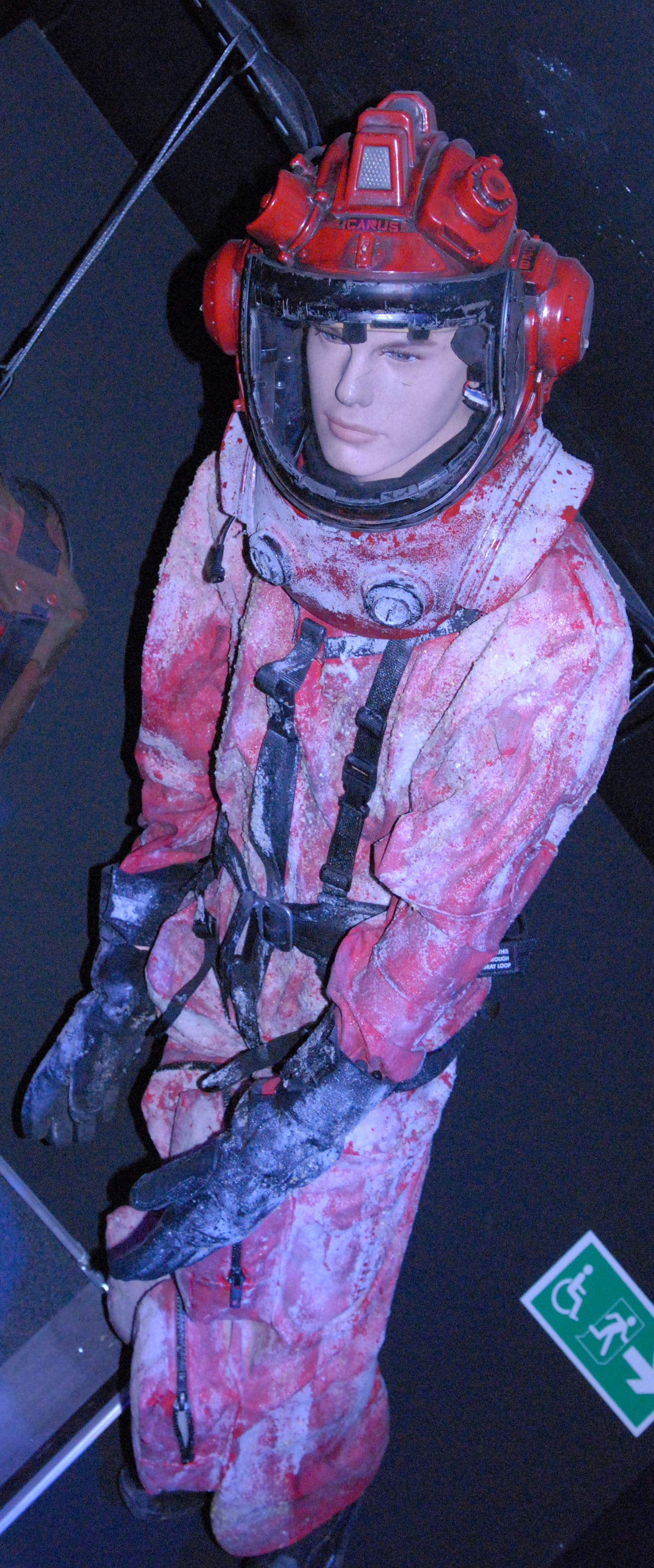

"42" (KBS 방영 제목: 〈42분 동안〉)는 영국의 SF 드라마 《닥터 후》 시즌 3의 일곱번째 에피소드이다. 영국에서는 2007년 5월 19일에 처음 방영되었다. 작가는 훗날 닥터 후의 총괄 프로듀서가 되는 크리스 칩널로, 칩널이 집필한 닥터 후 에피소드는 이번이 처음이다. 감독은 그레이엄 하퍼가 맡았다.
이번 에피소드에서는 우주 화물선 펜탈리안호 (SS Pentallian)가 살아있는 항성에서 값싼 연료를 채굴하다가 그 속으로 끌려 들어가는 사고를 다루고 있다. 우주선에 진입한 항성의 영혼은 펜탈리안호의 승무원들을 하나씩 잠식하고 공격해 나간다. 영국에서 첫 방영될 당시 BARB 집계 시청률은 741만 명이었으며, 2007년 5월 첫째 주 연속극 제외 영국 프로그램 중에서는 시청률 3위를 기록하였다.

## 줄거리
10대 닥터와 마사 존스는 펜탈리안호라는 우주선으로부터 조난 신호를 감지한다. 펜틸리안호는 인간들의 화물 우주선으로 토라지 천체 체계의 태양 속으로 빨려들어가고 있었다. 닥터는 펜틸리안호를 돕기 위해 타디스의 기수를 돌려 가는데, 도착해보니 우주선 내 온도가 급격히 증가해 구역 차단이 이뤄지면서 타디스와 헤어지게 된다. 우주선의 엔진은 고장난 상태로, 태양 속으로 충돌하기까지 불과 42분밖에 남지 않은 상황이었다. 닥터와 마사는 관제실로 향하려 하지만 그 사이를 가로막는 것은 비밀번호가 걸려 있는 30개의 차단문. 비밀번호를 풀던 마사는 개조된 휴대폰으로 시공간을 거슬러 오늘날 지구의 엄마 프랭신에게 통화하여 힌트를 묻지만, 엄마는 닥터와 아직도 어울려 다니냐며 다그치고 마사는 무시한다.
그러던 사이, 펜틸리안호 선장 맥도넬의 남편 코린은 무언가에 감염되어 체온이 믿기 힘들 정도로 상승해 버리는 증상을 겪는다. 다른 승무원들은 코린에게 진정제를 투여하고 엔진 수리를 계속하지만, 진정제가 듣지 않는 바람에 코린은 문을 박차고 나가버린다. 이후 그는 용접 헬멧을 쓰고서 승무원들을 하나씩 죽이기 시작하고, 설상가상으로 애시턴이라는 남성도 코린으로부터 감염되고 만다. 차단문을 계속해서 풀어 나가던 마사와 라일리는 애시턴과 마주치고, 근처의 탈출포드로 피신한다. 애시턴은 포드를 방출해버리고, 맥도넬 선장은 정지실에서 애시턴을 얼려 죽음에 이르게 한다.
마사가 탄 포드를 구출하려면 우주선 밖 자력장치를 가동시켜야 한다는 사실을 깨달은 닥터는 우주 유영에 나선다. 그런데 닥터도 태양의 무언가로부터 홀려 버리고, 태양은 사실 살아 있는 존재이며 승무원들은 태양의 심장부를 연료로 쓰려고 몰래 채굴 중이었다는 사실을 깨닫는다. 태양은 자신의 잃어버린 부분을 되찾기 위해 분투하던 것이었다. 마사는 몸이 불타는 것처럼 고통스러워하는 닥터를 정지실로 데려가 살려내지만, 갑자기 나타난 코린이 정지실을 못 쓰게 만들어 버린다. 닥터는 마사에게 자신을 내버려 두고 승무원들에게 연료를 버려야 살 수 있다고 경고를 날린다.
마사는 닥터의 말을 승무원들에게 전한다. 맥도넬 선장은 다시 남편과 마주치고, 모두에게 미안하다는 말을 남기며 에어로크를 해제, 코린과 함께 우주 밖으로 몸을 던진다. 이와 동시에 우주선이 채굴한 연료를 다시 방출하면서 엔진이 재가동되고, 태양으로부터 벗어나게 된다. 끝으로 마사가 엄마에게 다시 통화를 거는데, 엄마 옆에 의문의 여성이 앉아서 감청하고 있다가 자리를 뜨는 모습이 연출된다.